# Gnamptogenys reichenspergeri
Gnamptogenys reichenspergeri é uma espécie de formiga do gênero Gnamptogenys.